# Booker Prize
De Booker Prize for Fiction is een literaire prijs die sinds 1969 ieder jaar in het Verenigd Koninkrijk wordt uitgereikt voor een literair fictioneel boek, geschreven in de Engelse taal. Aan de prijs is een bedrag verbonden van 50.000 pond sterling.
De prijs werd in 1968 ingesteld als de Booker-McConnell Prize door het voedingsmiddelenconcern Booker Group. Van 2002 tot 2019 was de naam Man Booker Prize for Fiction, naar aanleiding van sponsoring door het investeringsbedrijf Man Group. Sinds 2019 is de sponsor Crankstart, de organisatie voor goede doelen van de Britse durfkapitalist Michael Moritz en zijn vrouw, de Amerikaanse schrijfster Harriet Heyman.
Tot 2014 werd de Booker Prize uitsluitend uitgereikt aan schrijvers uit het Brits Gemenebest, Ierland en Zimbabwe. Vanaf 2014 komt ieder in het Engels geschreven boek van literaire fictie in aanmerking, ongeacht het land van herkomst van de auteur. Om de kwaliteit van de prijs te waarborgen worden de juryleden gezocht onder critici, schrijvers en academici. Uit de longlist (nominaties) wordt een shortlist van vijf titels geselecteerd. Driemaal zijn twee prijzen uitgereikt: in 1974, 1992 en 2019.
In 2005 werd de International Booker Prize in het leven geroepen, de Booker Prize voor in het Engels vertaald werk van internationale auteurs.

## Winnaars
| Jaar | Auteur                              | Titel                             | Nederlandse titel                       |
| ---- | ----------------------------------- | --------------------------------- | --------------------------------------- |
| 2024 | Samantha Harvey                     | Orbital                           | In orbit                                |
| 2023 | Paul Lynch                          | Prophet Song                      | Lied van de profeet                     |
| 2022 | Shehan Karunatilaka                 | The Seven Moons of Maali Almeida  | De zeven manen van Maali Almeida        |
| 2021 | Damon Galgut                        | The Promise                       | De belofte                              |
| 2020 | Douglas Stuart                      | Shuggie Bain                      | Shuggie Bain                            |
| 2019 | Margaret Atwood Bernardine Evaristo | The testaments Girl, Woman, Other | De testamenten Meisje, vrouw, anders    |
| 2018 | Anna Burns                          | Milkman                           | Melkboer                                |
| 2017 | George Saunders                     | Lincoln in the Bardo              | Lincoln in de bardo                     |
| 2016 | Paul Beatty                         | The Sellout                       | De Verrader                             |
| 2015 | Marlon James                        | A Brief History of Seven Killings | Beknopte geschiedenis van zeven moorden |
| 2014 | Richard Flanagan                    | The Narrow Road to the Deep North | De smalle weg naar het verre noorden    |
| 2013 | Eleanor Catton                      | The Luminaries                    | Al wat schittert                        |
| 2012 | Hilary Mantel                       | Bring up the Bodies               | Het boek Henry                          |
| 2011 | Julian Barnes                       | The sense of an ending            | Alsof het voorbij is                    |
| 2010 | Howard Jacobson                     | The Finkler Question              | De Finklerkwestie                       |
| 2009 | Hilary Mantel                       | Wolf Hall                         | Wolf Hall                               |
| 2008 | Aravind Adiga                       | The White Tiger                   | De witte tijger                         |
| 2007 | Anne Enright                        | The Gathering                     | De samenkomst                           |
| 2006 | Kiran Desai                         | The Inheritance of Loss           | De erfenis van het verlies              |
| 2005 | John Banville                       | The Sea                           | De zee                                  |
| 2004 | Alan Hollinghurst                   | The Line of Beauty                | De schoonheidslijn                      |
| 2003 | D.B.C. Pierre                       | Vernon God Little                 | Vernon God Little                       |
| 2002 | Yann Martel                         | Life of Pi                        | Het leven van Pi                        |
| 2001 | Peter Carey                         | True History of the Kelly Gang    | Het ware verhaal van de Kelly-bende     |
| 2000 | Margaret Atwood                     | The Blind Assassin                | De blinde huurmoordenaar                |
| 1999 | John Maxwell Coetzee                | Disgrace                          | In ongenade                             |
| 1998 | Ian McEwan                          | Amsterdam                         | Amsterdam                               |
| 1997 | Arundhati Roy                       | The God of Small Things           | De god van kleine dingen                |
| 1996 | Graham Swift                        | Last Orders                       | Laatste ronde                           |
| 1995 | Pat Barker                          | The Ghost Road                    | Weg der geesten                         |
| 1994 | James Kelman                        | How Late It Was How Late          | Blind geschopt                          |
| 1993 | Roddy Doyle                         | Paddy Clarke Ha Ha Ha             | -                                       |
| 1992 | Michael Ondaatje Barry Unsworth     | The English Patient Sacred Hunger | De Engelse patiënt Heilige honger       |
| 1991 | Ben Okri                            | The Famished Road                 | De hongerende weg                       |
| 1990 | Antonia Susan Byatt                 | Possession                        | Obsessie                                |
| 1989 | Kazuo Ishiguro                      | The Remains of the Day            | De rest van de dag                      |
| 1988 | Peter Carey                         | Oscar and Lucinda                 | -                                       |
| 1987 | Penelope Lively                     | Moon Tiger                        | Moon Tiger                              |
| 1986 | Kingsley Amis                       | The Old Devils                    | Oude reuzen                             |
| 1985 | Keri Hulme                          | The Bone People                   | Kerewin                                 |
| 1984 | Anita Brookner                      | Hotel du Lac                      | Hotel du Lac                            |
| 1983 | John Maxwell Coetzee                | Life and Times of Michael K       | Wereld en wandel van Michael K          |
| 1982 | Thomas Keneally                     | Schindler's Ark                   | Schindlers lijst                        |
| 1981 | Salman Rushdie                      | Midnight's Children               | Middernachtskinderen                    |
| 1980 | William Golding                     | Rites of Passage                  | Evennachtsriten                         |
| 1979 | Penelope Fitzgerald                 | Offshore                          | -                                       |
| 1978 | Iris Murdoch                        | The Sea the Sea                   | De zee, de zee                          |
| 1977 | Paul Scott                          | Staying On                        | -                                       |
| 1976 | David Storey                        | Saville                           | -                                       |
| 1975 | Ruth Prawer Jhabvala                | Heat and Dust                     | -                                       |
| 1974 | Nadine Gordimer Stanley Middleton   | The Conservationist Holiday       | De milieubeheerder -                    |
| 1973 | James Gordon Farrell                | The Siege of Krishnapur           | -                                       |
| 1972 | John Berger                         | G                                 | G                                       |
| 1971 | Vidiadhar Surajprasad Naipaul       | In a Free State                   | Een staat van vrijheid                  |
| 1970 | Bernice Rubens                      | The Elected Member                | -                                       |
| 1969 | Percy Howard Newby                  | Something to Answer For           | -                                       |

## Speciale prijzen
- Bij het 25-jarig jubileum van de Booker Prize in 1993 werd een speciale prijs, de 'Booker of Bookers', uitgereikt aan Salman Rushdie voor zijn roman Midnight's Children, die in 1981 de reguliere Booker Prize gewonnen had.
- Bij het 40-jarig jubileum van de Booker Prize in 2008 werd uit een shortlist van zes titels opnieuw dit boek van Rushdie gekozen voor de speciale prijs 'The Best of the Booker'.
- Bij het 50-jarig jubileum van de Booker Prize in 2018 won The English Patient van Michael Ondaatje de 'Golden Man Booker Prize', een publieksprijs ter ere van het jubileum.